# Sueño americano

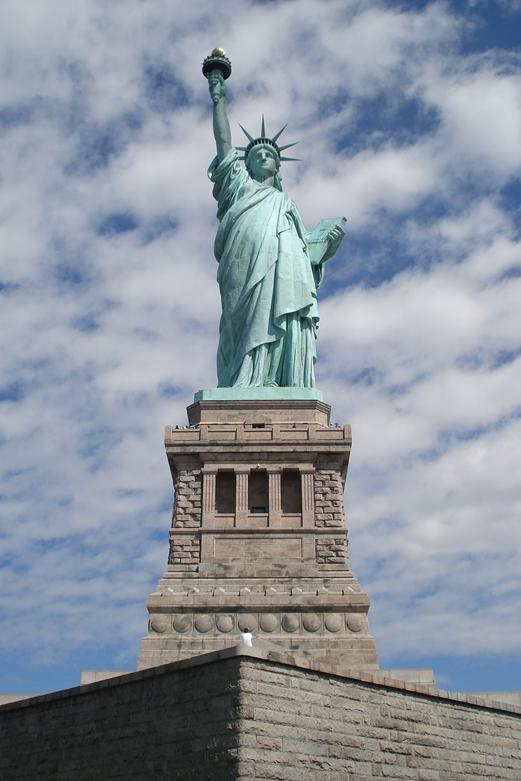
Para muchos inmigrantes, la Estatua de la Libertad fue lo primero que vieron al llegar a los Estados Unidos, y significa libertad. La estatua es un símbolo de los Estados Unidos y del sueño americano.

El sueño americano (en inglés: American Dream) es una de las ideas que guían la cultura y sociedad de los Estados Unidos a nivel nacional. Más concretamente, el sueño americano suele referirse a los ideales que garantizan la oportunidad de prosperar y tener éxito para lograr una movilidad social en ascenso. Estos ideales suelen ser la democracia, los derechos civiles, la libertad... El historiador James Truslow Adams definió el sueño americano en 1931 de esta manera: "La vida debería ser mejor y más rica y llena para todas las personas, con una oportunidad para todo el mundo según su habilidad o su trabajo, independientemente de su clase social o las circunstancias de las que proviene. Por lo cual el sueño americano es un sueño y recuerden no dejen de soñar"
La vida del cantante y actor estadounidense Elvis Presley, constituye el arquetipo y la personificación del sueño americano  

## Historia
La definición genérica del término aparece en un libro de historia de James Truslow Adamsonm titulado American Epics (La épica estadounidense), de 1931. Sin embargo, el concepto de sueño americano se retrotrae al siglo XVI. Tanto en el siglo XVI como en el XVII, pioneros ingleses intentaron persuadir a los ciudadanos de su país para moverse a las colonias británicas en América del Norte; su idioma y promesas sobre estas colonias terminaron realizando tres persistentes mitos separados pero a la vez interrelacionados
1. Estados Unidos como una tierra de abundancia.
2. Estados Unidos como tierra de oportunidades.
3. Estados Unidos como tierra del destino.

Durante la época de su expansionismo hacia el Pacífico, la cantidad de tierras que fueron acumuladas se dividieron en municipios de 640 acres (1 acre = 4000 m²) los cuales se vendían a solo 1 dólar cada uno, de esta manera, Estados Unidos pasó a conocerse como "La tierra de las oportunidades".

### 

Americanization of California (1932) by Dean Cornwell

### SigloXIX

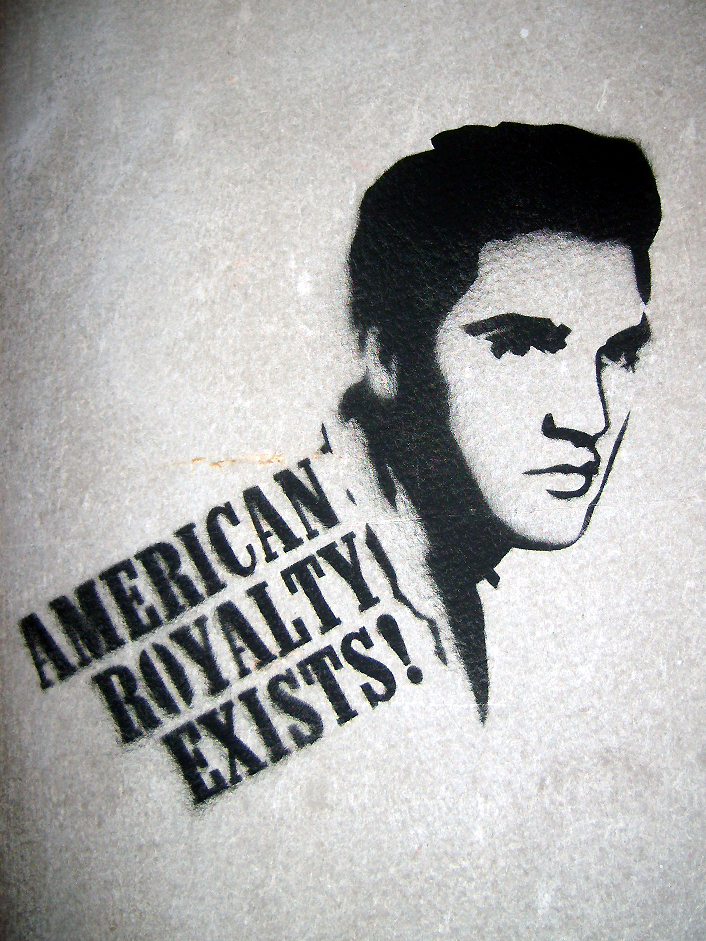
Elvis Presley constituyó el arquetipo del sueño americano

En el siglo XIX, muchos alemanes bien educados huyeron de la fallida revolución de 1848. Celebraron las libertades políticas en el Nuevo Mundo y la falta de una sociedad jerárquica o aristocrática que determinara el techo de las aspiraciones individuales. Uno de ellos explicó:
El emigrante alemán llega a un país libre del despotismo, órdenes y monopolios privilegiados, impuestos intolerables y limitaciones en materia de creencias y conciencia. Todos pueden viajar y establecerse donde quieran. No se requiere pasaporte, la policía no se mezcla en sus asuntos ni obstaculiza sus movimientos... La fidelidad y el mérito son las únicas fuentes de honor aquí. Los ricos están en pie de igualdad con los pobres; el erudito no se encuentra por encima del mecánico más humilde; ningún alemán debería avergonzarse de ejercer una ocupación... [En Estados Unidos] la riqueza y la posesión de bienes raíces no confieren al menor derecho político a su propietario por encima de lo que tiene el ciudadano más pobre. Tampoco hay nobleza, órdenes privilegiadas o ejércitos permanentes para debilitar el poder físico y moral de la gente, ni hay enjambres de funcionarios públicos que devoren el presupuesto con su ociosidad. Sobre todo, no hay príncipes, ni tribunales corruptos que representen el llamado "derecho de nacimiento" divino. En un país así, los talentos, la energía y la perseverancia de una persona... tienen muchas más oportunidades para mostrarse que en las monarquías. 
El descubrimiento de oro en California en 1849 trajo a cientos de miles de hombres que buscaban su fortuna de la noche a la mañana, y unos pocos la encontraron. Así nació el sueño de California de éxito instantáneo. El historiador H. W. Brands señaló que en los años posteriores a la fiebre del oro, el sueño de California se extendió por todo el país:
El viejo sueño americano ... era el sueño de los puritanos, de "Poor Richard" de Benjamin Franklin ... de hombres y mujeres contentos de acumular sus modestas fortunas poco a poco, año tras año. El nuevo sueño era el sueño de la riqueza instantánea, ganado en un abrir y cerrar de ojos por la audacia y la buena suerte. [Este] sueño dorado ... se convirtió en una parte prominente de la psique estadounidense solo después de Sutter's Mill".
El historiador Frederick Jackson Turner en 1893 avanzó la tesis de la frontera, bajo la cual la democracia estadounidense y el sueño americano fueron formados por la frontera estadounidense. Hizo hincapié en el proceso, la línea fronteriza móvil, y el impacto que tuvo en los pioneros en el proceso; en suma, la doctrina del destino manifiesto. También hizo hincapié en los resultados; especialmente que la democracia estadounidense fue el resultado principal, junto con el igualitarismo, la falta de interés en la alta cultura y la violencia. "La democracia estadounidense nació del sueño de ningún teórico; no se llevó en el Susan Constant a Virginia, ni en el Mayflower a Plymouth. Salió del bosque estadounidense y ganó nueva fuerza cada vez que tocaba una nueva frontera". dijo Turner. En la tesis, la frontera estadounidense estableció la libertad al liberar a los estadounidenses de la mentalidad europea y erosionar las viejas y disfuncionales costumbres. La frontera no tenía necesidad de ejércitos permanentes, iglesias establecidas, aristócratas o nobles, ni de la nobleza terrateniente que controlaba la mayor parte de la tierra y cobraba grandes rentas. La tierra fronteriza era libre para la toma. Turner anunció por primera vez su tesis en un documento titulado "El significado de la frontera en la historia de Estados Unidos", entregado a la Asociación Histórica de Estados Unidos en 1893 en Chicago. Obtuvo gran reconocimiento entre historiadores e intelectuales. Turner elaboró el tema en sus conferencias de historia avanzada y en una serie de ensayos publicados en los próximos 25 años, publicados junto con su artículo inicial como The Frontier in American History. El énfasis de Turner en la importancia de la frontera en la configuración del carácter estadounidense influyó en la interpretación que se encuentra en miles de historias académicas. Cuando Turner murió en 1932, el 60% de los principales departamentos de historia en los EE. UU. Estaban impartiendo cursos de historia fronteriza a lo largo de las líneas turnerianas.   

### SigloXX
El escritor independiente James Truslow Adams popularizó la frase "Sueño americano" en su libro de 1931 "Epic of America":
Pero también ha estado el sueño americano, ese sueño de una tierra en la que la vida debería ser mejor y más rica y plena para cada hombre, con oportunidades para cada uno según su habilidad o logro. Es un sueño difícil de interpretar adecuadamente para las clases altas europeas, y muchos de nosotros mismos nos hemos cansado y desconfiado. No es solo un sueño de automóviles y salarios altos, sino un sueño de orden social en el que cada hombre y cada mujer sean capaces de alcanzar la estatura más plena de la que son capaces de forma innata, y que otros lo reconozcan por lo que son, independientemente de las circunstancias fortuitas de nacimiento o posición ... El sueño americano, que ha atraído a decenas de millones de todas las naciones a nuestras costas en el siglo pasado, no ha sido un sueño de abundancia simplemente material, aunque eso sin duda ha contado mucho. Ha sido mucho más que eso. Ha sido un sueño poder crecer al máximo desarrollo como hombre y mujer, sin obstáculos por las barreras que se habían erigido lentamente en las civilizaciones más antiguas, sin represalias por órdenes sociales que se habían desarrollado para el beneficio de las clases y no para el simple ser humano, ser de cualquier clase. 
Martin Luther King Jr., en su "Carta de una cárcel de Birmingham" (1963) arraigó el movimiento de derechos civiles en la búsqueda afroamericana del sueño americano.
Ganaremos nuestra libertad porque la herencia sagrada de nuestra nación y la voluntad eterna de Dios están encarnadas en nuestras demandas que se hacen eco ... cuando estos desheredados hijos de Dios se sentaron en los mostradores del almuerzo, en realidad estaban defendiendo lo que es mejor en el mundo. El sueño americano y los valores más sagrados en nuestra herencia judeocristiana, lo que hace que nuestra nación regrese a esos grandes pozos de democracia que fueron excavados profundamente por los Padres Fundadores en su formulación de la Constitución y la Declaración de Independencia.

## Literatura
El concepto del sueño americano se ha utilizado en el discurso popular, y los académicos han rastreado su uso en la literatura estadounidense que abarca desde la autobiografía de Benjamin Franklin,hasta Las aventuras de Huckleberry Finn de Mark Twain (1884), My Antonia de Willa Cather, F. Scott Fitzgerald, The Great Gatsby (1925), The American Tragedy (1925) de Theodore Dreiser y Song of Solomon (1977) de Toni Morrison. Otros escritores que usaron el tema del sueño americano incluyen Hunter S. Thompson, Edward Albee,  John Steinbeck,  Langston Hughes,  y Giannina Braschi. El sueño americano también se discute en La muerte de un vendedor de Arthur Miller, ya que el protagonista de la obra, Willy, está en busca del sueño americano. 
Como muestra Huang, el sueño americano es un tema recurrente en la ficción de los estadounidenses de origen asiático.

## Música
En el mundo de la música, la irrupción de Elvis Presley hizo realidad la idea del sueño americano para toda una generación. Elvis comenzó su carrera musical a los 19 años en la compañía grabadora Sun Records de Memphis. Había nacido en Tupelo, Misisipi en el seno de una familia pobre que en busca de una mejor economía se mudó años después a Memphis, donde Elvis comenzó a trabajar como camionero. El inmediato éxito en lo musical de Elvis, con la creación del rockabilly y sentando las bases del rock and roll, lo catapultaron a la fama y a triunfar incluso como actor en Hollywood a la vez que causaba una revolución no solo en lo musical sino también en la cultura popular del siglo XX.  De esa manera Elvis logró reforzar en la sociedad, a través de su éxito y figura, la creencia de que cualquier persona, independientemente de su origen, puede alcanzar el éxito en los Estados Unidos si trabaja duro y persevera. 
El sueño americano y el American Way of Life se vieron subvertidos  a partir de mediados de los años 60s con la llegada de The Beatles y nueva moda musical dictada desde el Reino Unido,  y con el surgimiento del hippismo que cuestionaba los valores de la sociedad norteamericana. 
En 1968 la temprana muerte del pacifista Martin Luther King hizo que gran parte de la sociedad comenzara a revalorizar su discurso englobado en la célebre frase "tengo un sueño",  lo cual produjo que Elvis Presley le rindiera un homenaje al cierre de su especial televisivo de la NBC con el tema If I Can Dream,  show que además de significar el regreso del cantante a las actuaciones musicales ante el público luego de años de carrera cinematográfica, también significó el logro del cantante por reinventarse a sí mismo ante las nuevas generaciones, precisamente lo que constituía los valores del sueño americano que él consiguió traer de regreso.   

## Cine
A mediados de los años 1970s  a los 29 años, Stallone llevaba varios años persiguiendo su sueño de convertirse en actor y escritor, pero le costaba salir adelante. Incluso pasó un tiempo sin hogar tras ser desalojado de su apartamento. A partir de allí Sylvester escribiría el guion de la película Rocky desatando una guerra de ofertas por parte de productoras en Hollywood al punto de llegar a ofrecerle varios miles de dólares por el mismo. Stallone se negó, aunque anticipó que podrían obtener las productoras el guion gratis, si aceptaban que él lo protagonizara. A partir del éxito de Rocky y sus siguientes películas Stallone se consagraría como actor y pasaría a ser uno de los artistas más exitosos de la historia de Hollywood logrando establecerse dentro de los paradigmas del sueño americano.
Al respecto Sylvester comentaría "Cuanto más claras sean tus metas, cuanto más te refieras a ellas, cuanto más las visualices, lo más fácil será convertir esos sueños en realidad". 

## Comentario literario
Al sueño americano se le atribuye haber ayudado a construir una experiencia estadounidense coherente, pero también se le ha culpado por las expectativas infladas. Algunos comentaristas han señalado que a pesar de la creencia profundamente arraigada en el sueño americano igualitario, la estructura de riqueza estadounidense moderna todavía perpetúa las desigualdades raciales y de clase entre generaciones. Un sociólogo señala que la ventaja y la desventaja no siempre están relacionadas con los éxitos o fracasos individuales, sino a menudo con una posición previa en un grupo social. 
Desde la década de 1920, numerosos autores, como Sinclair Lewis en su novela Babbitt de 1922, y F. Scott Fitzgerald, en su clásico de 1925, The Great Gatsby, satirizaron o ridiculizaron el materialismo en la búsqueda del sueño americano. Por ejemplo, la muerte de Jay Gatsby refleja la desaparición del sueño americano, reflejando el pesimismo de los estadounidenses de hoy en día.El sueño americano es un tema principal en el libro de John Steinbeck, Of Mice and Men. Los dos amigos George y Lennie sueñan con su propio pedazo de tierra con un rancho, para que puedan "vivir de la fatta la lan" y simplemente disfrutar de una vida mejor. Más tarde, el libro muestra que no todos pueden alcanzar el sueño americano, lo que demuestra por contradicción que no es posible para todos, aunque es posible lograrlo para unos pocos. Mucha gente sigue el sueño americano para lograr una mayor oportunidad de hacerse rico. Algunos afirman que la facilidad para lograr el sueño americano cambia con los avances tecnológicos, la disponibilidad de infraestructura e información, las regulaciones gubernamentales, el estado de la economía y con los valores culturales en evolución de la demografía estadounidense.
En 1949, Arthur Miller escribió La muerte de un vendedor, en el que el sueño americano es una búsqueda infructuosa. Del mismo modo, en 1971, Hunter S. Thompson describió en Miedo y asco en Las Vegas: Un viaje salvaje al corazón del sueño americano un oscuro reflejo psicodélico del concepto, ilustrado con éxito solo en el exceso de cultura pop desperdiciada.

La novela Requiem for a Dream de Hubert Selby Jr. es una exploración de la búsqueda del éxito estadounidense a medida que se vuelve delirante y letal, contada a través de la consiguiente picada de sus personajes principales. George Carlin escribió el chiste "se llama sueño americano porque hay que estar dormido para creerlo".Carlin señaló que "los grandes intereses empresariales ricos que controlan las cosas y toman todas las decisiones importantes" tienen una mayor influencia que la elección de un individuo. El periodista ganador del Premio Pulitzer Chris Hedges se hace eco de este sentimiento en su libro de 2012 Days of Destruction, Days of Revolt:
"El preciado sueño americano, la idea de que la vida mejorará, que el progreso es inevitable si obedecemos las reglas y trabajamos duro, que la prosperidad material está asegurada, ha sido reemplazada por una dura y amarga verdad. El sueño americano, ahora lo sabemos, es una mentira. Todos seremos sacrificados. El virus del abuso corporativo, la creencia pervertida de que solo las ganancias corporativas son importantes, se ha extendido para externalizar nuestros trabajos, recortar los presupuestos de nuestras escuelas, cerrar nuestras bibliotecas y plagar a nuestras comunidades con ejecuciones hipotecarias y desempleo."
El sueño americano, y la respuesta a veces oscura, ha sido un tema de larga data en la película estadounidense. Muchas películas de contracultura de los años sesenta y setenta ridiculizaron la búsqueda tradicional del sueño americano. Por ejemplo, Easy Rider (1969), dirigida por Dennis Hopper, muestra a los personajes haciendo una peregrinación en busca de "la verdadera América" en términos del movimiento hippie, el uso de drogas y los estilos de vida comunales.

## Líderes políticos
Los académicos han explorado el tema del sueño americano en las carreras de numerosos líderes políticos, incluidos Henry Kissinger,  Hillary Clinton,  Benjamin Franklin y Abraham Lincoln. El tema también se ha utilizado para muchos líderes locales, como José Antonio Navarro, el líder tejano (1795-1871), que sirvió en las legislaturas de Coahuila y Texas, la República de Texas y el Estado de Texas.
En 2006, el senador estadounidense Barack Obama escribió una memoria, The Audacity of Hope: Thoughts on Reclaiming the American Dream. Fue esta interpretación del sueño americano para un joven negro lo que ayudó a establecer su reputación estatal y nacional. El significado exacto del sueño se convirtió para al menos un comentarista en un tema político partidista en las elecciones de 2008 y 2012. 
Los conflictos políticos, hasta cierto punto, han sido mejorados por los valores compartidos de todas las partes con la expectativa de que el sueño americano resolverá muchas dificultades y conflictos.

## Opinión pública
"Muchos estadounidenses piensan que EE. UU. tiene más movilidad social que otros países industrializados occidentales. Esto (el estudio utiliza medianas en lugar de promedios que subestiman el rango y muestran menos distinciones entre los niveles superior e inferior) deja en claro que tenemos menos. Sus circunstancias al nacer, específicamente lo que hacen sus padres para ganarse la vida, son un factor aún mayor en cuanto a lo que llega a la vida de lo que nos habíamos dado cuenta previamente. Generaciones de estadounidenses consideraron que Estados Unidos es una tierra de oportunidades. plantea algunas preguntas aleccionadoras sobre esa imagen". - Michael Hout, profesor de sociología en la Universidad de Nueva York.

El espíritu actual implica una oportunidad para que los estadounidenses logren la prosperidad a través del trabajo duro. Según The Dream, esto incluye la oportunidad para que los hijos crezcan y reciban una buena educación y carrera sin barreras artificiales. Es la oportunidad de tomar decisiones individuales sin las restricciones previas que limitan a las personas según su clase, casta, religión, raza o etnia. Los inmigrantes a los Estados Unidos patrocinaron periódicos étnicos en su propio idioma; los editores típicamente promovieron el sueño americano. Lawrence Samuel argumenta:
"Para muchos, tanto en la clase trabajadora como en la clase media, la movilidad ascendente ha servido como el corazón y el alma del sueño americano, la perspectiva de "mejoramiento" y de "mejorar la suerte de uno mismo y de sus hijos". todo sobre "Trabaja duro, ahorra un poco, envía a los niños a la universidad para que puedan hacerlo mejor que tú y retírate felizmente a un clima más cálido" ha sido el guión que todos nos han entregado. "
Un elemento clave del sueño americano es la promoción de oportunidades para los hijos de uno, Johnson entrevistando a los padres dice: "Esta fue una de las características más destacadas de los datos de la entrevista: los padres, independientemente de sus antecedentes, confiaron mucho en el sueño americano para comprender las posibilidades de niños, especialmente sus propios hijos ". Rank y col. argumentan: "Las esperanzas y el optimismo que poseen los estadounidenses se refieren no solo a sus propias vidas, sino también a las de sus hijos. Un aspecto fundamental del sueño americano siempre ha sido la expectativa de que la próxima generación debería hacerlo mejor que la generación anterior. "
Hanson y Zogby (2010) informan sobre numerosas encuestas de opinión pública que desde la década de 1980 han explorado el significado del concepto para los estadounidenses y sus expectativas para su futuro. En estas encuestas, la mayoría de los estadounidenses informaron constantemente que para su familia, el sueño americano se trata más de felicidad espiritual que de bienes materiales. Las mayorías afirman que trabajar duro es el elemento más importante para salir adelante. Sin embargo, una minoría cada vez mayor declaró que el trabajo duro y la determinación no garantizan el éxito. La mayoría de los estadounidenses predicen que lograr el sueño con medios justos será cada vez más difícil para las generaciones futuras. Son cada vez más pesimistas sobre la oportunidad para que la clase trabajadora avance; Por otro lado, son cada vez más optimistas sobre las oportunidades disponibles para las personas pobres y para los nuevos inmigrantes. Además, la mayoría de los programas de apoyo hacen esfuerzos especiales para ayudar a las minorías a salir adelante. 

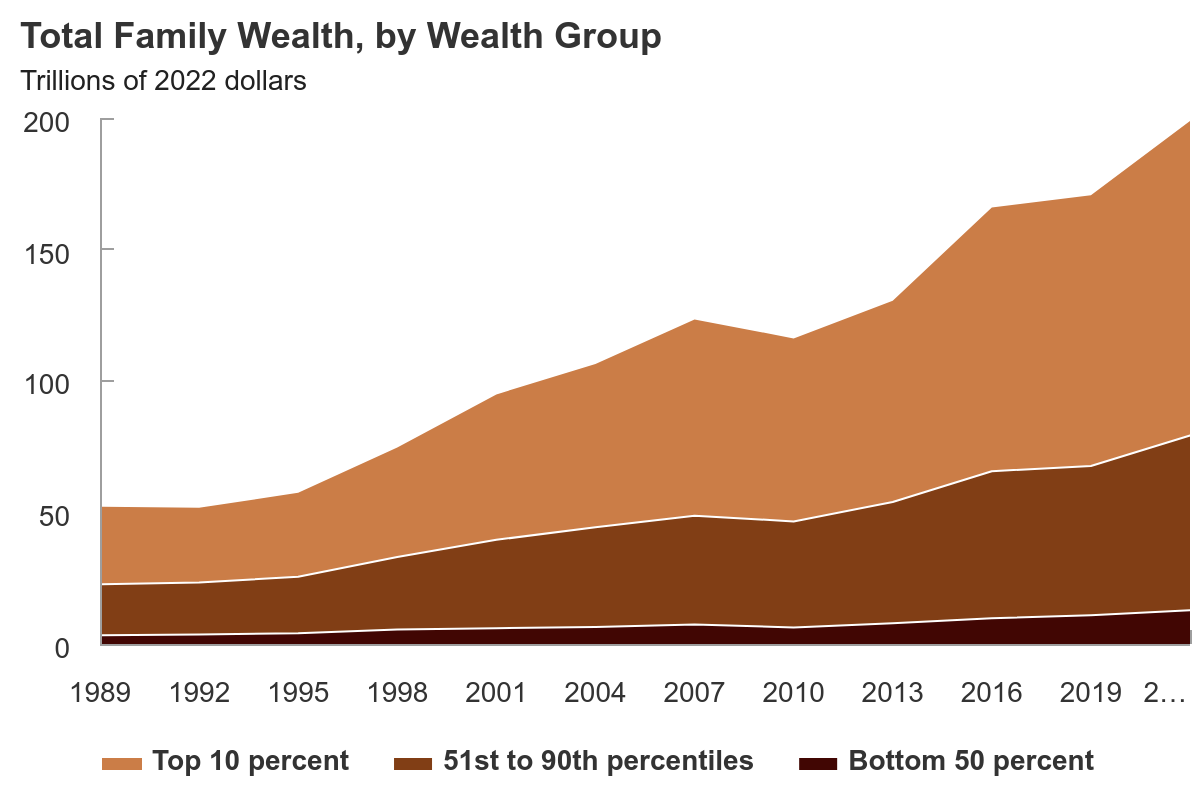
La desigualdad de riqueza en los Estados Unidos aumentó de 1989 a 2013.

En una encuesta de 2013 realizada por YouGov, el 41% de los encuestados dijo que es imposible para la mayoría alcanzar el sueño americano, mientras que el 38% dijo que todavía es posible. La mayoría de los estadounidenses perciben una educación universitaria como el boleto al sueño americano. Algunos observadores recientes advierten que la creciente crisis de la deuda de préstamos estudiantiles y la escasez de buenos empleos pueden socavar esta multa. El punto fue ilustrado en The Fallen American Dream, una película documental que detalla el concepto del sueño americano desde sus orígenes históricos hasta su percepción actual.
La investigación publicada en 2013 muestra que Estados Unidos proporciona, junto con el Reino Unido y España, la menor movilidad económica de cualquiera de los 13 países ricos y democráticos de la Organización para la Cooperación y el Desarrollo Económico.  Investigaciones previas sugirieron que Estados Unidos muestra niveles más o menos promedio de movilidad ocupacional ascendente y muestra tasas más bajas de movilidad de ingresos que sociedades comparables.  Blanden y col. informe, "la idea de Estados Unidos como 'la tierra de las oportunidades' persiste; y claramente parece fuera de lugar".
Varias figuras públicas y comentaristas, desde David Frum hasta Richard G. Wilkinson, han señalado que el sueño americano se realiza mejor en Dinamarca, que tiene la mayor movilidad social en la OCDE. En 2015, el economista Joseph Stiglitz declaró: "Tal vez deberíamos llamar al sueño americano el sueño escandinavo".
En los Estados Unidos, la propiedad de la vivienda a veces se usa como un proxy para lograr la prosperidad prometida; la propiedad ha sido un símbolo de estatus que separa a las clases medias de los pobres.
A veces, el sueño se identifica con el éxito en los deportes o cómo los inmigrantes de la clase trabajadora buscan unirse al estilo de vida estadounidense.

## Cuatro sueños de consumismo
Ownby (1999) identifica cuatro sueños americanos que aborda la nueva cultura de consumo. El primero fue el "Sueño de la abundancia", que ofrecía una gran variedad de bienes materiales a todos los estadounidenses, haciéndolos sentir orgullosos de ser la sociedad más rica del mundo. El segundo fue el "Sueño de una democracia de bienes" por el cual todos tenían acceso a los mismos productos independientemente de su raza, género, etnia o clase, desafiando así las normas aristocráticas del resto del mundo por las cuales solo a los ricos o bien conectados se les otorga acceso al lujo. El "sueño de libertad de elección", con su variedad de bienes en constante expansión, permitió a las personas diseñar su propio estilo de vida particular. Finalmente, el "Sueño de la novedad", en el que las modas en constante cambio, los nuevos modelos y los nuevos productos inesperados ampliaron la experiencia del consumidor en términos de habilidades de compra y conciencia del mercado, y desafiaron el conservadurismo de la sociedad y la cultura tradicionales, e incluso política. Ownby reconoce que los sueños de la nueva cultura de consumo irradiaron de las principales ciudades, pero señala que penetraron rápidamente en las zonas más rurales y más aisladas, como el Misisipi rural. Con la llegada del modelo T después de 1910, los consumidores en las zonas rurales de América ya no estaban encerrados en las tiendas generales locales con sus mercancías limitadas y sus altos precios en comparación con las tiendas en pueblos y ciudades. Ownby demuestra que los pobres Mississippians negros compartieron la nueva cultura de consumo, tanto dentro de Misisipi, como motivaron a los más ambiciosos a mudarse a Memphis o Chicago. 

## Otras partes del mundo
Las aspiraciones del "sueño americano" en el amplio sentido de movilidad ascendente se han extendido sistemáticamente a otras naciones desde la década de 1890, ya que los misioneros y empresarios estadounidenses intentaron difundir conscientemente el sueño, dice Rosenberg. Mirando a los negocios estadounidenses, misioneros religiosos, filantropías, Hollywood, sindicatos y agencias de Washington, dice que vieron su misión no en atender a las élites extranjeras, sino en llegar a las masas del mundo de manera democrática. "Vincularon la producción en masa, el mercadeo en masa y la mejora tecnológica con un espíritu democrático ilustrado ... En la letanía emergente del sueño americano, lo que el historiador Daniel Boorstin luego denominó" democracia de las cosas "refutaría tanto las predicciones de escasez de Malthus como las de Marx. conflicto de clase." Fue, dice ella, "una visión del progreso social global". Rosenberg llama a la versión en el extranjero del Sueño Americano "liberalismo-desarrollo" e identifica cinco componentes críticos:
(1) La creencia de que otras naciones podrían y deberían replicar la propia experiencia de desarrollo de Estados Unidos; (2) Fé en la libre empresa privada; (3) Apoyo para el acceso libre o abierto para el comercio y la inversión; (4) Promoción del libre flujo de información y cultura; y (5) Una creciente aceptación de la actividad gubernamental [de los EE. UU.] para proteger la empresa privada y estimular y regular la participación estadounidense en el intercambio económico y cultural internacional.
Knights y McCabe argumentaron que los gurús de la gestión estadounidenses han tomado la delantera en la exportación de las ideas: "En la segunda mitad del siglo XX eran verdaderamente globales y, a través de ellos, el sueño americano continúa siendo transmitido, reempaquetado y vendido por una infantería de consultores y académicos. respaldado por una artillería de libros y videos ".

#### Después de la Segunda Guerra Mundial
En Alemania Occidental después de la Segunda Guerra Mundial, dice Pommerin, "el motivo más intenso fue el anhelo de una vida mejor, más o menos idéntica al sueño americano, que también se convirtió en un sueño alemán".Cassamagnaghi argumenta que para las mujeres en Italia después de 1945, las películas y las historias de revistas sobre la vida estadounidense ofrecían un "sueño americano". La ciudad de Nueva York representaba especialmente una especie de utopía donde cada tipo de sueño y deseo podía hacerse realidad. Las mujeres italianas vieron un modelo para su propia emancipación del estatus de segunda clase en su sociedad patriarcal.

#### Gran Bretaña
El sueño americano con respecto a la propiedad de la vivienda tuvo poca resonancia antes de la década de 1980.En la década de 1980, la primera ministra británica Margaret Thatcher trabajó para crear un sueño similar, vendiendo unidades de vivienda pública a sus inquilinos. Su partido conservador pidió más propiedad de la vivienda: "HOGARES DE NUESTROS PROPIOS: Para la mayoría de las personas, la propiedad significa ante todo una casa propia ... Nos gustaría a tiempo mejorar la legislación existente con un esquema realista de subsidios para ayudar a los compradores por primera vez de casas más baratas ".Guest lo llama el acercamiento de Thatcher al sueño americano. Knights y McCabe argumentan que "una reflexión y refuerzo del sueño americano ha sido el énfasis en el individualismo exaltado por Margaret Thatcher y personificado por la cultura de la" empresa ".

#### Rusia
Desde la caída del comunismo en la Unión Soviética en 1991, el sueño americano ha fascinado a los rusos.  El primer líder poscomunista, Boris Yeltsin, abrazó el "estilo estadounidense" y se asoció con los economistas de libre mercado de la Universidad de Harvard Jeffrey Sachs y Robert Allison para dar terapia de choque económico a Rusia en la década de 1990. Los nuevos medios rusos independientes idealizó a Estados Unidos y aprobó la terapia de choque para la economía.  En 2008, el presidente ruso, Dmitri Medvédev, lamentó el hecho de que el 77% de los 142 millones de rusos viven "encerrados" en edificios de apartamentos. En 2010, su administración anunció un plan para la propiedad generalizada de viviendas: "Llámelo el sueño ruso", dijo Alexander Braverman, Director del Fondo Federal para la Promoción del Desarrollo de la Construcción de Viviendas. El primer ministro ruso, Vladímir Putin, preocupado por la muy baja tasa de natalidad de su país, dijo que esperaba que la propiedad de la vivienda inspire a los rusos "a tener más bebés".

### China

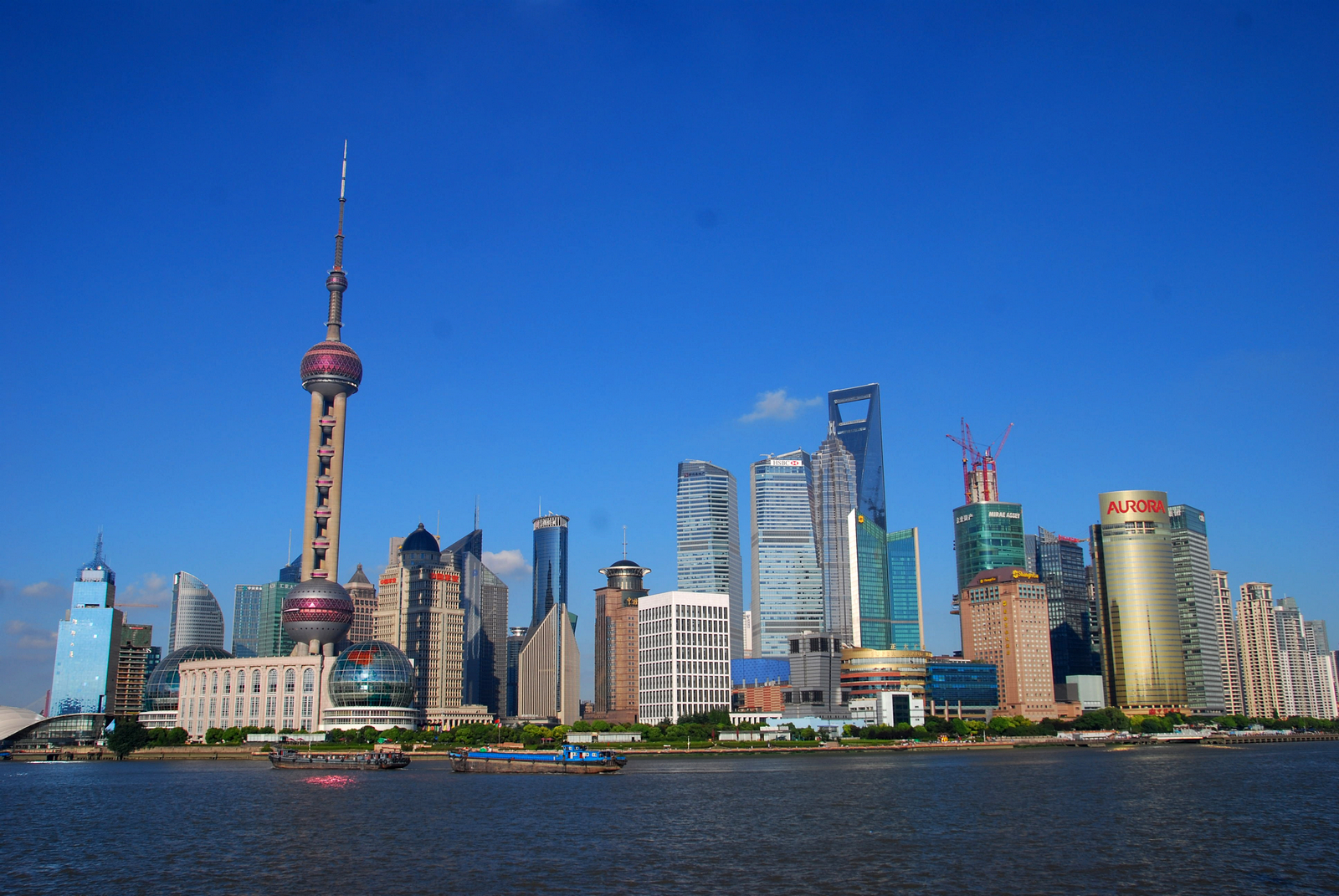
Shanghái en 2016

El sueño chino describe un conjunto de ideales en la República Popular de China. Es utilizado por periodistas, funcionarios gubernamentales y activistas para describir la aspiración de superación individual en la sociedad china. Aunque la frase ha sido utilizado anteriormente por periodistas y académicos occidentales, se ha acreditado con la popularización del concepto en China una traducción de un artículo del New York Times escrito por el periodista estadounidense Thomas Friedman, "China necesita su propio sueño".  Atribuye el término a Peggy Liu y al proyecto China Dream de la ONG ambiental JUCCCE , que define el sueño chino como desarrollo sostenible. En 2013, el presidente de la República Popular China, Xi Jinping, comenzó a promover la frase como un eslogan, lo que llevó a su uso generalizado en los medios de comunicación chinos.
El concepto del sueño chino es muy similar a la idea del "sueño americano". Hace hincapié en el espíritu empresarial y glorifica a una generación de hombres y mujeres hechos a sí mismos en China después de la reforma, como los inmigrantes rurales que se mudaron a los centros urbanos y lograron una mejora magnífica en términos de sus niveles de vida y vida social. El sueño chino se puede interpretar como el conciencia colectiva del pueblo chino durante la era de la transformación social y el progreso económico. La idea fue presentada por el nuevo secretario general del PCCh, Xi Jinping, el 29 de noviembre de 2012. El gobierno esperaba crear una China revitalizada, al tiempo que promovía la innovación y la tecnología para restaurar el prestigio internacional de China. Desde este punto de vista, el sueño chino, como el excepcionalismo estadounidense, es también un concepto nacionalista.
Alrededor del 90% de las familias chinas poseen sus propias casas, lo que le da al país una de las tasas más altas de propiedad de viviendas en el mundo.
China es el mercado de consumo de más rápido crecimiento del mundo. Según el biólogo Paul R. Ehrlich, "si todos consumieran recursos a nivel estadounidense, necesitarán otras cuatro o cinco Tierras".

## Ideales americanos
Muchos autores estadounidenses agregaron ideales estadounidenses a su trabajo como tema u otra idea recurrente, para expresar su punto de vista. Hay muchos ideales que aparecen en la literatura estadounidense, como, entre otros, que todas las personas son iguales, los Estados Unidos de América son la tierra de la oportunidad, se valora la independencia, el sueño americano es alcanzable y todos pueden tener éxito con un trabajo duro y determinación. John Winthrop también escribió sobre este término llamado excepcionalismo estadounidense. Esta ideología se refiere a la idea de que los estadounidenses son, como nación, elegidos.

## La ideología estadounidense
Dejando a un lado la concepción individual del 'sueño americano todas las versiones creen en la oportunidad para obtener algún éxito cuantitativo o cualitativo. Así, para un mejor entendimiento de qué supone este concepto, lo más provechoso sería definir las formas en que puede obtenerse el éxito. En su libro "Enfrentarse al sueño estadounidense: raza, clase y el alma de la nación", Jennifer Hochschild Styles señala que las definiciones de éxito implican "cantidad" y "contenido". Ella establece tres categorías que tienen importantes consecuencias normativas y en el comportamiento:
1. Éxito absoluto. Algún objetivo importante que supera con mucho la posición en la que uno empezó.
2. Éxito competitivo. Requiere una victoria sobre alguien más. "Mi éxito conlleva tu fracaso".
3. Éxito relativo. En términos comparativos: mejor que un vecino, que otra clase social, que un personaje ficticio.

## Enlaces relacionados
- El fin del sueño americano, Ramón Suneiro, UNED

- Datos: Q214100